# Беток Шотландская
Беток (гэльск. Bethóc ingen Maíl Coluim meic Cináeda, англ. Bethóc) — шотландская принцесса, дочь короля Альбы (Шотландии) Малькольма II.

## Биография
Беток была старшей из трёх дочерей короля Альбы (Шотландии) Малькольма II. Около 1000 года её выдали замуж за Кринана, аббата Данкельда. Поскольку у Малькольма не было сыновей, то он решил передать своё королевство старшему сыну Беток и Кринана — Дункану, которого в 1018 году под нажимом Малькольма признали королём Стратклайда. При этом в Шотландии ещё действовала пикто-гэльская система, по которой наследование велось от брата к брату, от дяди к племяннику, от кузена к кузену. Поскольку существовали и другие претенденты на трон, по утверждению ранних авторов Малькольм для определения своего преемника использовал гэльскую выборную систему танистри.
После смерти Малькольма в 1034 году Дункан стал королём Альбы, основав Данкельдскую династию.

## Брак и дети
Муж: с ок. 1000 года Кринан (ок. 975 — 1045), светский аббат епископства Данкельд, стюарт Западных островов и мормэр Атолла. Дети:
- Дункан I (ок. 1001 — 14 августа 1040), король Стратклайда с 1018, король Альбы (Шотландии)] с 1034
- Малдред (ум. ок. 1045), барон Аллердейла, регент Стратклайда в 1034/1035